# Wereldkampioenschap veldrijden 1951
Het wereldkampioenschap veldrijden 1951 werd gehouden op 18 februari op het circuit van Baumbusch in de stad Luxemburg in het gelijknamige land op een parcours van 3,25 kilometer dat zes keer moest worden gerond. Er deden renners uit zeven landen deel, zes met vier deelnemers en Nederland als enige met drie.

## Uitslagen

### Individueel
| #      | Renner                 | Land           | Tijd       |
| ------ | ---------------------- | -------------- | ---------- |
| Goud   | Roger Rondeaux         | Frankrijk      | 1u 04' 57" |
| Zilver | André Dufraisse        | Frankrijk      | + 2' 01"   |
| Brons  | Pierre Jodet           | Frankrijk      | + 3' 51"   |
| 4      | Georges Meunier        | Frankrijk      | + 4' 02"   |
| 5      | Max Breu               | Zwitserland    | + 4' 09"   |
| 6      | Jean Kirchen           | Luxemburg      | + 4' 20"   |
| 7      | Roland Fantini         | Zwitserland    | + 4' 53"   |
| 8      | Roger Jacobsk          | Luxemburg      | + 5' 17"   |
| 9      | Albert Meier           | Zwitserland    | + 5' 19"   |
| 10     | Luigi Malabrocca       | Italië         | + 5' 28"   |
| 11     | Graziano Pertusi       | Italië         | "onbekend" |
| 12     | Sergio Toigo           | Italië         |            |
| 13     | Georges Vandermeirsch  | België         |            |
| 14     | Michel Decroix         | België         |            |
| 15     | Pitty Scheer           | Luxemburg      |            |
| 16     | Angelo Menon           | Italië         |            |
| 17     | Marco Thewes           | Luxemburg      |            |
| 18     | Pierre Champion        | Zwitserland    |            |
| 19     | Franz Reitz            | West-Duitsland |            |
| 20     | Horst Holzmann         | West-Duitsland |            |
| 21     | Reinhold Steinhilb     | West-Duitsland |            |
|        | Louis Michiels         | België         | DNF        |
|        | Firmin Van Kerrebroeck | België         | DNF        |
|        | Richard Popp           | Duitsland      | DNF        |
|        | Piet van Roon          | Nederland      | DNF        |
|        | Gerrit Voorting        | Nederland      | DNF        |
|        | Wout Wagtmans          | Nederland      | DNF        |

### Landenklassement
Op basis klasseringen eerste drie renners.
| # | Land           | Punten |
| - | -------------- | ------ |
| 1 | Frankrijk      | 0006   |
| 2 | Zwitserland    | 0021   |
| 3 | Luxemburg      | 0029   |
| 4 | Italië         | 0033   |
| 5 | West-Duitsland | 0060   |
|   | België         | 000-   |
|   | Nederland      | 000-   |

1950 · 
1951 · 
1952 · 
1953 · 
1954 · 
1955 · 
1956 · 
1957 · 
1958 · 
1959 · 
1960 · 
1961 · 
1962 · 
1963 · 
1964 · 
1965 · 
1966 · 
1967 · 
1968 · 
1969 · 
1970 · 
1971 · 
1972 · 
1973 · 
1974 · 
1975 · 
1976 · 
1977 · 
1978 · 
1979 · 
1980 · 
1981 · 
1982 · 
1983 · 
1984 · 
1985 · 
1986 · 
1987 · 
1988 · 
1989 · 
1990 · 
1991 · 
1992 · 
1993 · 
1994 · 
1995 · 
1996 · 
1997 · 
1998 · 
1999 · 
2000 · 
2001 · 
2002 · 
2003 · 
2004 · 
2005 · 
2006 · 
2007 · 
2008 · 
2009 · 
2010 · 
2011 · 
2012 · 
2013 · 
2014 · 
2015 · 
2016 · 
2017 · 
2018 · 
2019 ·
2020 ·
2021 ·
2022 ·
2023 ·
2024 ·
2025

Categorieën

Mannen elite · 
vrouwen elite · 
mannen beloften · 
vrouwen beloften · 
jongens junioren · 
meisjes junioren · 
gemengde estafette

Voormalig:
mannen amateurs